# Alex Metric
Alex Metric (ім'я при народженні — Алекс Дрері) — британський музикант, DJ і продюсер. Резидент на BBC Radio 1 у програмі «In New DJs We Trust», видав численні EP.

## Кар'єра діджея
Alex Metric став відомий в 2005 році після того, як  він був підписаний на легендарний британський брейкс та тек-фанк (tech-funk) лейбл Meat Katie - LOT49.
У 2008 за нього проголосували в номінації «Найкращий ремікс року» в Лондоні на радіостанції XFM. У 2009 році вступив на Radio 1 в програмі «In New DJs We Trust». В січні 2010 Clash Music Magazine дав йому 2-ге місце в переліку найкращих діджеїв 2010 року.
DJ Alex Metric регулярно відвідує різні європейські музичні фестивалі, у тому числі Glastonbury, Exit Festival та V Festival. Він написав реміксі на таких виконавців, як Bloc Party, Phoenix, Alphabeat, Ladyhawke і La Roux.
Його стиль вбирає в себе цілий ряд музичних жанрів, в тому числі Брейкс, Синти-поп 80-х, Диско та Инди. Зовсім нещодавно Alex Metric почав готуватись до своїх особистих оригінальних доріжок, а також реміксів на інших виконавців. У 2010 році він оголосив, що почав проект з собою як співаком.

## Дискографія
- 2005 - This Is Hip Hop EP
- 2005 - Leave It EP
- 2005 - Hell Yeah EP
- 2006 - U Ready EP
- 2006 - Holding EP
- 2006 - Forget It All EP
- 2006 - Spilt Milk EP
- 2007 - Whatshewants EP
- 2007 - Space Hopper EP
- 2008 — Deadly On A Mission EP
- 2008 — In Your Machine
- 2009 — The Head Straight EP
- 2009 — It Starts EP
- 2010 — It Starts (The Remixes) EP
- 2011 — End Of The World EP
- 2011 — Open Your Eyes (Remixes & Productions)
- 2012 — Ammunition EP
- 2012 — Ammunition Pt.2 EP
- 2013 — Safe With You (Dub Mix)
- 2013 —  Ammunition Pt.3 EP
- 2014 - Hope EP

### Ремікси
- Dylan Rhymes -  Fashion Kills
- Hyper - Twisted Emotion
- Swain & Paris - What Is This
- Odissi - Captivate
- Koma & Bones - Finger Of Funk
- 30Hz - Space Age
- Jape - Floating
- Gus Gus - Need In Me
- Hard-Fi - Suburban Knights
- Splittr - All Alone
- Sharam Jey - Message To Love
- Evil Nine - All The Cash
- Autokratz- Stay The Same
- Black Daniel — Gimme What You Got
- Locarnos — Make Up Your Mind
- Alphabeat — Boyfriend
- Infadels — Free Things for Poor People
- Freeland — Under Control
- Primary 1 — Ho Lord
- Ladyhawke — Paris Is Burning
- Phoenix — Lisztomania
- Kenneth Bager — I Cant Wait
- Bloc Party — One More Chance
- Fenech-Soler — Lies
- La Roux — Quicksand
- Ellie Goulding — Salt Skin
- Gorillaz — Stylo
- Beastie Boys — Sabotage
- Maximum Balloon-Groove Me
- NERD-Hypnotize U
- Depeche Mode — Personal Jesus